# Josef Forejt
Josef Forejt (14. srpna 1922 – 15. října 2013 Praha) byl československý fotbalista a fotbalový trenér.

## Fotbalová kariéra
Začínal v pražské Admiře (1932–1943). Ligu hrál za ŠK Bratislava v letech 1946–1947 a za Slavii hrál v roce 1949–1950.

## Trenérská kariéra
Kromě jiného v roce 1955 vykonával funkci předsedy v DSO Spartak ZRLV Radotín, dále v lize trénoval FK Teplice (1970–1973) a Slávii Praha (zde trénoval v roce 1958, v období duben 1960 – červen 1960, září 1969 – červen 1970), také působil jako trenér mj. Vlašimi, Motorletu nebo opakovaně u Admiry.